# Pico pardal
Pico pardal és una varietat de cigró conreada tradicionalment a la comarca lleonesa de la Maragatería, essent un dels ingredients principals del bullit maragato. Es caracteritza per la seva mida petita en comparació amb altres varietats d'aquest llegum.
L'any 1998, la marca «Pico Pardal» va ser registrada per una empresa local, impedint així el seu ús per part d'altres fabricants. Disset anys més tard, un jutge va dictaminar en contra d'aquest registre per considerar que es tractava d'un producte propi de la cultura lleonesa.